# The Fixx
The Fixx är ett brittiskt new wave-band som startade 1980. 
Gruppen bildades av två collegevänner, Cy Curnin (sång) och Adam Woods (trummor). De två annonserade efter fler medlemmar och resultatet blev Jamie West-Oram (gitarr), Rupert Greenal (synthesizer) och Charlie Barret (basgitarr). Barret lämnade bandet strax efter första albumet och ersattes av Alfie Agius. Alfie stannade dock inte länge, redan i mitten av andra albumet stack han. Dan K. Brown tog hans plats och förblev på basen ända till 1994. Dan K. Brown återkom dock till bandet 2010.
Några av gruppens största hits är "Stand or Fall" (1982), "One Thing Leads to Another" (1983), "Deeper and Deeper" (1984, från soundtracket till Streets of Fire), "Are We Ourselves?" (1984), "Secret Separation" (1986) och "Driven Out" (1989)

## Diskografi
Studioalbum
- 1982 – Shuttered Room (#106 US, #54 UK)
- 1983 – Reach the Beach (#8 US, #91 UK, #9 CAN)
- 1984 – Phantoms (#19 US, #15 CAN)
- 1986 – Walkabout (#30 US)
- 1988 – Calm Animals (#72 US)
- 1991 – Ink (#111 US)
- 1998 – Elemental
- 1999 – 1011 Woodland
- 2003 – Want That Life
- 2012 – Beautiful Friction

Cy Curnins soloalbum
- 2005 – Mayfly

Livealbum
- 1987 – React (#110 US)
- 1995 – In Concert (King Biscuit Flower Hour: New York 1982)
- 1997 – Real Time Stood Still
- 2004 – Stand or Fall

Samlingsalbum
- 1989 – Greatest Hits - One Thing Leads to Another
- 1994 – Missing Links
- 1999 – Ultimate Collection: The Fixx
- 1999 – Elemental + 1011 Woodland
- 2000 – 20th Century Masters – The Millennium Collection: The Best of the Fixx
- 2000 – Extended Versions
- 2001 – Happy Landings and Lost Tracks
- 2002 – Then and Now
- 2004 – Stage One
- 2005 – Twentyfifth Anniversary Anthology

Hyllningsalbum (div. artister)
- 2005 – The Fixx: An Electronic Tribute